# Paolo Gorini
Pour les articles homonymes, voir Gorini.
Paolo Gorini (né le 28 janvier 1813 à Pavie et mort le 2 février 1881 à Lodi) est un scientifique italien, connu surtout comme spécialiste du traitement des cadavres et des parties anatomiques suivant un procédé qu'il a inventé et expérimenté et dont il a gardé le secret. 

## Traitement
Le corps de Giuseppe Mazzini, qu'il a traité, est très bien conservé, après de nombreuses années, grâce au traitement de Gorini.
Paolo Gorini a aussi perfectionné le crématorium, pour aider à résoudre le problème posé par la gestion des nombreux morts durant les grandes épidémies de l'époque. 

## Postérité
À Lodi, de son vivant, une rue a été nommée en son honneur. Dans le vieil hôpital de Lodi existe également un musée (it) qui lui est consacré.